# Emberiza jankowskii
Emberiza jankowskii е вид птица от семейство Овесаркови (Emberizidae). Видът е застрашен от изчезване.

## Разпространение
Видът е разпространен в Китай, Русия и Северна Корея.